# Stony
Stony – osada w Polsce położona w województwie pomorskim, w powiecie kościerskim, w gminie Dziemiany na terenie Wdzydzkiego Parku Krajobrazowego.
Zabudowania miejscowości sąsiadują z jeziorem Brzezinko.
W latach 1975–1998 miejscowość administracyjnie należała do województwa gdańskiego.